# Royne
Helados Royne es una empresa española perteneciente al grupo Crestas La Galeta, también propietaria de Helados Somosierra, que se dedica a la fabricación y comercialización de helados. Además de Royne, comercializa otras marcas como Tampico o Sweet Ice, además de fabricar para otras marcas de distribución.
Su sede se encuentra en la ciudad de Leganés, y aunque distribuye para toda España su principal punto comercial es la Comunidad de Madrid.

## Historia
La compañía surge en 1939 de la mano de José Fernández, que comenzó a fabricar artesanalmente helados en Madrid. Sin embargo, su producción industrial no comenzaría hasta la década de 1960, cuando la compañía adquiere la maquinaria necesaria y se traslada a una fábrica en el polígono industrial de Leganés.
Royne fue propiedad de la familia Fernández hasta el año 2000, cuando vendieron la compañía a la empresa Parmalat, que en España comercializaba Clesa. Pero la crisis financiera del grupo italiano en el año 2003 dejó al grupo Clesa en una mala posición. Al final, la empresa Nueva Rumasa, perteneciente a José María Ruiz-Mateos, compró la empresa el 1 de octubre de 2007 junto a todos sus activos, lo cual incluía a Royne.
En febrero de 2013 helados Somosierra adquiere helados Royne (fábrica de Leganés, delegaciones nacionales y flota de 199 camiones) para la reanudación de su actividad bajo las marcas Royne y Somosierra.

## Cese de la producción y reanudación de actividad
El cese de la producción en la fábrica de Leganés data de septiembre de 2011.
Reanudación de actividad en febrero de 2013